# Chiépo
Chiépo è una città e sottoprefettura della Costa d'Avorio appartenente al dipartimento di Divo. Conta una popolazione di 31 006 abitanti (censimento 2014).